# رابرت کارلی
رابرت کارلی (انگلیسی: Robert Carli؛ زادهٔ ۱۰ فوریهٔ ۱۹۷۰) آهنگساز، موسیقی‌دان، تنظیم‌کننده، تهیه‌کننده موسیقی] است.
از فیلم‌هایی که وی در آن‌ها نقش داشته‌است، می‌توان به ماجراهای مرداک اشاره نمود.
وی برندهٔ ۵ جایزه جمینای و ۳ جایزه هنرهای تصویری کانادا شده‌است.